# Baley Endre
Baley Endre (Szigetvár, 1962. október 15. –) író, költő.

## Élete
Édesanyja, dr Szücs Edit, édesapja, dr Baley Endre, gyermekei: Baley Kamilla (1999), Baley Csenger (2004).

## Munkássága
Elsősorban költő, de prózát is ír. Szokatlanul későn kezdett el publikálni.
... lelket öntve bizonytalan magába, Baley Endre előrukkolt verseivel. Alatta védőháló nincsen – úgy mozog bravúrosan, finom szóakrobataként a verssorok tiszta magasában: elemi erővel, játszi könnyedén.
         ... A magyar nyelvnek szinte zsonglőre a ritmusok változatosságában, az ötletek, nyelvi játékok sorában. Szinte kézen fogva vezet el bennünket ahhoz a felismeréshez, hogy az   anyanyelv és költészete kimeríthetetlenül gazdag.
Vasy Géza

## Publikációk
- Paksi Tükör
- Nők Lapja
- Csodaceruza
- Napút
- Óperencia
- Pannon Tükör
- Stádium
- Somogy
- CsigaHáz
- Jó Pajtás
- Partium
- Napsugár
- Szivárvány
- Író Cimborák
- Liget

## Művei
- Naff, az álommanó meséi (mese) 4Sales Kiadó, 2007.
- Nyarak, melyek hol így, hol úgy végződnek (regény) Napkút Kiadó, 2012.
- Sirály a tengerparton (gyermekversek) Napkút Kiadó, 2013.
- Nyámnyila nyúl és a Bűvös Bubák (mese) Napkút Kiadó, 2014.
- Birzes-borzas daloló, abc-be boruló (versek) Napkút Kiadó, 2014.
- Föld-lengés (versek) Napkút Kiadó, 2016.
- Létszonettkoszorú (versek) Szarka Hajnalka illusztrációival, Napkút Kiadó, 2016.
- Bökkenések és hökkenések (próza) Cédrus Művészeti Alapítvány, 2019.
- Kalózkalandok a KAKIn  (mese) Könyvmolyképző Kiadó Kft. 2019.
- Gülü és Lülü kalandjai – Micsoda cirkusz (mese) Szülőföld Kiadó, 2022.

## Antológiák
- Egyedülegyütt, mindigderűvel (A 70 éves Szondi György köszöntése) Műpártolók Egyesülete 2016.
- Önlexikon (kortárs magyar írók önszócikkei) Cédrus Művészeti Alapítvány, 2017.
- Kalandra fel! (Olvasó Szuperhős 1.) Könyvmolyképző Kiadó Kft. 2019.